# Bahnstrecke Olbramovice–Sedlčany
| Kursbuchstrecke (SŽ): | 223                  |                                  |                                  |
| Streckenlänge: | 16,603 km            |                                  |                                  |
| Spurweite: | 1435 mm (Normalspur) |                                  |                                  |
| Streckenklasse: | C3                   |                                  |                                  |
| Maximale Neigung: | 25,9 ‰               |                                  |                                  |
| Streckengeschwindigkeit: | 50 km/h              |                                  |                                  |
| |                      |                                  |                                  |
| \| \| \| von Praha hl.n. (vorm. KFJB) \| \| \| \| 0,000 \| Olbramovice \| 460 m \| \| \| \| nach České Velenice (vorm. KFJB) \| \| \| \| 4,206 \| Vrchotovy Janovice \| 455 m \| \| \| 6,140 \| Voračice \| 480 m \| \| \| 7,633 \| Minartice \| 495 m \| \| \| 9,654 \| Štětkovice \| 460 m \| \| \| 12,776 \| Kosova Hora \| 400 m \| \| \| 16,603 \| Sedlčany \| 345 m \| |                      |                                  |                                  |
| Strecke |                      | von Praha hl.n. (vorm. KFJB)     | von Praha hl.n. (vorm. KFJB)     |
| Bahnhof | 0,000                | Olbramovice                      | 460 m                            |
| Abzweig geradeaus und nach links |                      | nach České Velenice (vorm. KFJB) | nach České Velenice (vorm. KFJB) |
| Haltepunkt / Haltestelle | 4,206                | Vrchotovy Janovice               | 455 m                            |
| Haltepunkt / Haltestelle | 6,140                | Voračice                         | 480 m                            |
| Haltepunkt / Haltestelle | 7,633                | Minartice                        | 495 m                            |
| Bahnhof | 9,654                | Štětkovice                       | 460 m                            |
| Haltepunkt / Haltestelle | 12,776               | Kosova Hora                      | 400 m                            |
| Kopfbahnhof Streckenende | 16,603               | Sedlčany                         | 345 m                            |

Die Bahnstrecke Olbramovice–Sedlčany ist eine regionale Eisenbahnverbindung in Tschechien, die ursprünglich als landesgarantierte Lokalbahn Wotic–Selčan (tschechisch Místní dráha Votice–Selčany) erbaut und betrieben wurde. Die Strecke zweigt in Olbramovice aus der Bahnstrecke České Velenice–Praha ab und führt in Mittelböhmen nach Sedlčany.
Nach einem Erlass der tschechischen Regierung ist die Strecke seit dem 20. Dezember 1995 als regionale Bahn („regionální dráha“) klassifiziert.

## Geschichte
Am 16. Mai 1893 wurde den Herren „Dr. Jacob Martinek, Alois Madera und Leopold Pollák ... die erbetene Concession zum Baue und Betriebe einer als normalspurige Localbahn auszuführenden Locomotiveisenbahn von der Station Wotic der Kaiser Franz-Joseph-Bahn nach Selčan“ erteilt. Teil der Konzession war die Verpflichtung, den Bau der Strecke sofort zu beginnen und binnen einem und einem halben Jahre fertigzustellen. Die Konzessionsdauer war auf 90 Jahre festgesetzt. Am 1. Oktober 1894 wurde die Strecke eröffnet. Den Betrieb führten die k.k. Staatsbahnen (kkStB) für Rechnung der Eigentümer.
Das Kapital der 1893 gegründeten Aktiengesellschaft betrug insgesamt 140.000 Gulden ö.W. in 700 Stammaktien zu je 200 Gulden. Sitz der Gesellschaft war Prag.
Im Jahr 1912 wies der Fahrplan der Lokalbahn täglich drei gemischte Zugpaare 2. und 3. Klasse aus. Ein weiteres verkehrte nur an den „Voticer und Beneschauer Jahrmärkten“. Die Züge benötigten für die 17 Kilometer lange Strecke etwa eine Stunde.
Nach dem Zerfall Österreich-Ungarns im Oktober 1918 ging die Betriebsführung an die neu gegründeten Tschechoslowakischen Staatsbahnen (ČSD) über. Am 1. Januar 1925 wurde die Lokalbahn Wotic–Selčan per Gesetz verstaatlicht und die Strecke wurde ins Netz der ČSD integriert.
Anfang der 1930er Jahre ermöglichte der Einsatz moderner Motorzüge einerseits eine Verdichtung des Fahrplanes, als auch eine deutliche Fahrzeitverkürzung. Der Winterfahrplan 1937/38 verzeichnete sieben durchgehende Reisezugpaare, von denen vier als Motorzug geführt waren. Die kürzeste Reisezeit zwischen Olbramovice und Sedlčany lag nun bei nur noch 32 Minuten.
Während des Zweiten Weltkrieges verblieb die Strecke im Betrieb der nunmehrigen Protektoratsbahnen Böhmen und Mähren (BMB-ČMD). Im Gegensatz zu vielen anderen Strecken wurde der Fahrplan nur in geringem Maße eingeschränkt, auch die Motorzüge blieben trotz der Kontingentierung flüssiger Kraftstoffe weiter im Einsatz.
Nach dem Zweiten Weltkrieg verdichteten die ČSD den Reiseverkehr sukzessive auf bis zu zehn Zugpaare täglich, die seit Anfang der 1950er Jahre ausschließlich als Motorzug geführt werden.

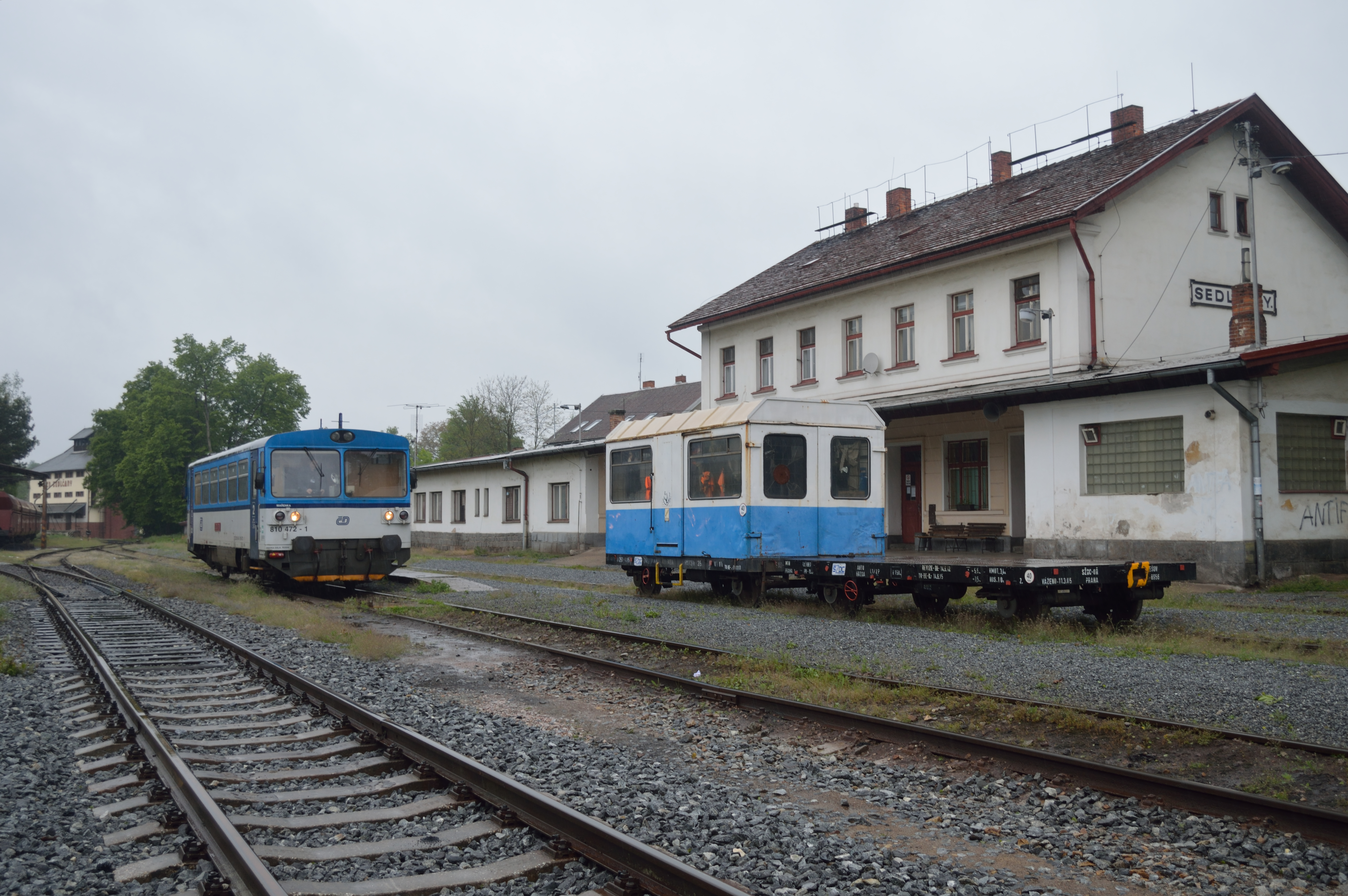
Bahnhof Sedlčany (2014)

Am 1. Januar 1993 ging die Strecke im Zuge der Auflösung der Tschechoslowakei an die neu gegründeten České dráhy (ČD) über.  Seit 2003 gehört sie zum Netz des staatlichen Infrastrukturbetreibers Správa železniční dopravní cesty (SŽDC).
Seit 11. Dezember 2016 ist der Reiseverkehr auf der Strecke als Linie S98 in das Liniensystem Esko Praha integriert. Eine Änderung des Verkehrsangebotes und der Qualität war damit nicht verbunden. In Olbramovice besteht jeweils Anschluss an die Züge der Relation (Praha –) Benešov u Prahy – České Budějovice.
Während einer Vollsperrung zwischen März und Mai 2025 wurden elf Kilometer Strecke durch eine Konsortium der Firmen Swietelsky Rail und GJW Praha vollständig erneuert. In den Gleisbögen wurden auf 1,5 Kilometern Y-Schwellen eingebaut, die einen erhöhten Querverschiebewiderstand besitzen. Darüber hinaus umfassten die Arbeiten die Sanierung von Felseinschnitten zwischen Červený Hrádek und Sedlčany, der Einbau moderner Bahnübergangssicherungsanlagen, sowie der Neubau der Bahnsteige in Štětkovice, Sedlčany, Kosova Hora, Vrchotovy Janovice und Voračice. Insgesamt wurden 114,5 Millionen Kronen investiert.

## Lokomotiven
Die betriebsführende kkStB beschaffte für Rechnung der Eigentümer zwei Lokomotiven der kkStB-Reihe 97. Sie besaßen die Betriebsnummern 97.74 und 97.75.
Seit Ende der 1970er Jahre wird der Reiseverkehr ausschließlich mit den Triebwagen der ČSD-Baureihe M 152.0 (ČD 810) geführt.